# Konfederacja dzikowska
Konfederacja dzikowska – konfederacja generalna zawiązana 5 listopada 1734 w Dzikowie pod Tarnobrzegiem, utworzona na wezwanie króla elekta Stanisława Leszczyńskiego, który wobec połączonej interwencji wojsk saskich i rosyjskich na korzyść Augusta III, uszedł do Królewca. Marszałkiem generalnym konfederacji został starosta jasielski Adam Tarło. Na czele wojsk konfederackich stanął regimentarz Józef Potocki. Po Dzikowie siedzibami konfederacji były Baranów Sandomierski, Kolbuszowa oraz Jarosław.

## Tło

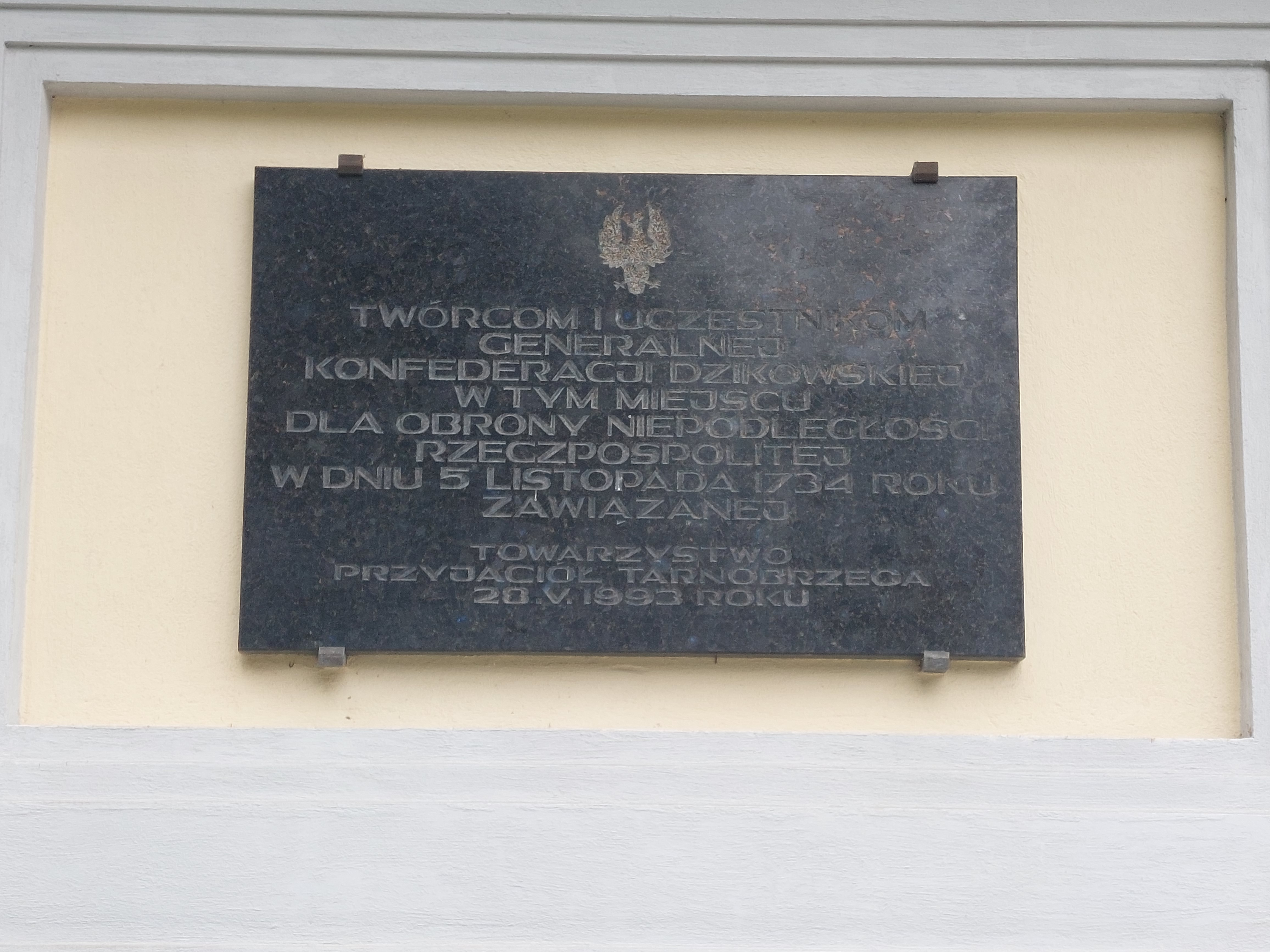
Tablica upamiętniająca konfederację dzikowską na pałacu Tarnowskich w Dzikowie

Podpisany przez Rosję, Prusy i Austrię w 1732 traktat Loewenwolda przewidywał współdziałanie tych państw w narzuceniu I Rzeczypospolitej popieranego przez nie kandydata do polskiej korony. Po rozbiciu tworzącego się sojuszu sasko-francuskiego i zneutralizowaniu nastawionych antysasko Prus, strony zdecydowały się popierać kandydaturę elektora saskiego Fryderyka Augusta III, syna Augusta II.
12 września 1733 szlachta licząca 13,5 tysiąca wybrała w Warszawie, w wyniku wolnej elekcji, na króla Rzeczypospolitej Stanisława Leszczyńskiego.
Konfederacja zawiązana została dla obrony polskiego tronu dla Stanisława Leszczyńskiego przed interwencją rosyjską i saską i w celu wywołania interwencji mocarstw europejskich na jego korzyść. W tym celu rozpoczęła aktywną działalność dyplomatyczną, wysyłając posłów do Szwecji, Francji, Turcji i Rzymu.
Bezskutecznie zwróciła się o poparcie do narodów czeskiego i węgierskiego oraz do mieszkańców Śląska. Wojska konfederackie próbowały przebić się przez Wielkopolskę, by uderzyć na Saksonię. Zostały jednak rozbite w wielu bitwach przez Sasów i Rosjan.
Ogniska oporu zbrojnego konfederatów dzikowskich istniały do 1736, na Kurpiach i na Podolu.